# Medisch Spectrum Twente
Medisch Spectrum Twente (MST) is een Nederlands ziekenhuis met de hoofdvestiging in Enschede. De organisatie behoort tot de grootste niet-academische ziekenhuizen van Nederland. Het verzorgingsgebied telt circa 264.000 inwoners. Er is een erkenning die voorziet in het exploiteren van 1070 bedden.

## Geschiedenis
Het MST is in 1990 ontstaan uit samenvoegen van de ziekenhuisorganisaties Ziekenzorg (protestants) en Sint Joseph Stadsmaten (katholiek) in Enschede, het St. Bernardusziekenhuis in Losser, het Sint-Antoniusziekenhuis uit Haaksbergen en Heil der Kranken te Oldenzaal. De ziekenhuizen in Losser en Haaksbergen werden na de fusie gesloten. Hiervoor kwamen poliklinische voorzieningen in de plaats. In Oldenzaal bleef naast poliklinische zorg nog in beperkte mate opname en verpleging mogelijk, de acute zorgverlening werd er in 2014 gestaakt.
De faciliteiten in Enschede bestonden lang uit een ziekenhuis aan het Ariënsplein (het voormalige Stadsmaten) en een aan de Haaksbergerstraat. Ze waren door een honderden meters lange loopbrug met elkaar verbonden. In 2016 kwam aan het Koningsplein, bij de vestiging Haaksbergerstraat die deels in gebruik bleef, een nieuw ziekenhuis gereed en werden de gebouwen aan het Ariënsplein afgestoten.

## Nieuwbouw
De locatie Koningsplein werd begin 2016 geopend. Direct na de inspanningen voor de verhuizing kondigde de directie een bezuiniging aan die een personeelsvermindering met 300 banen betekende.

## Opdracht en middelen
De organisatie is verantwoordelijk voor de klinische en poliklinische gezondheidszorg in een groot deel van de regio Twente. Er werken circa 4000 medewerkers, onder wie 240 specialisten. Het  jaarlijks budget bedraagt ongeveer 350 miljoen euro. Alle basisfaciliteiten zijn beschikbaar en nagenoeg alle medische specialismen zijn vertegenwoordigd. Ook zijn er afdelingen voor onder meer radiotherapie, autologe beenmergtransplantaties, neurochirurgie, hart en longchirurgie en hemodialyse.
Productie in 2014:
- opnames: 33000
- dagopnames: 24.000
- verpleegdagen: 200.000
- polikliniekbezoeken: 420.000

## Bijzondere specialisaties
In het Medisch Spectrum Twente is het Solvent Team Enschede gevestigd. Dit team houdt zich sinds 1997 bezig met onderzoek en behandeling van het organisch psychosyndroom, ook wel bekend als schildersziekte. Het is een van de twee in Nederland bestaande teams op dit gebied.
Het ziekenhuis bevat sinds 1999 een van de elf traumacentra van Nederland. Daarbij is het MST gecertificeerd als bovenregionaal traumacentrum in het Duitse netwerk. Het ziekenhuis beschikt over een afdeling voor intensieve zorg op niveau drie. Er is een landingsplaats voor helikopters in eigen beheer.
Bij het MST is in 2004 een thoraxcentrum gebouwd voor het doen van hart- en longoperaties. Behalve uit het verzorgingsgebied van het ziekenhuis komen ook patiënten uit overig Nederland en het buitenland hiernaartoe voor thoraxchirurgie.
Een Vrouw-Kind-Centrum (VKC) waarin de afdelingen voor gynaecologie, kindergeneeskunde, verloskunde en een afdeling voor 24 uurs kraamzorg zijn samengevoegd is sinds 2009 gevestigd aan de Haaksbergerstraat.

## Veiligheidsmanagementsysteem
Het ziekenhuis stond van november 2013 tot mei 2014 onder verscherpt toezicht medisch toezicht van de Inspectie voor de Gezondheidszorg omdat het niet tijdig een goedgekeurd veiligheidsmanagementsysteem (VMS) beschikbaar had. In mei 2014 was het gewenste niveau van veiligheidsmanagement nog niet geheel aanwezig, maar verscherpt toezicht was niet langer noodzakelijk. Begin 2015 werd het MST alsnog goedgekeurd door het Nederlands Instituut voor Accreditatie in de Zorg.

## De affaire Jansen Steur
Tussen globaal 1998 tot 2004 stelde neuroloog Ernst Jansen Steur binnen MST verkeerde diagnoses van MS, parkinson en alzheimer bij zijn patiënten. Dit werd blootgelegd door de Twentsche Courant Tubantia en RTV Oost. In 2004 moest de neuroloog vertrekken en kregen de overige artsen zwijgplicht opgelegd.
De zaak kwam opnieuw onder de aandacht door publicaties in 2009, nadat de arts in Duitse ziekenhuizen zijn beroep weer uitoefende. Het MST stelde een commissie in onder leiding van de Hengelose oud-burgemeester Wolter Lemstra. De voornaamste conclusie van dit onderzoek was dat de aandacht van het MST in de zaak Jansen geheel was gericht op de eerste twee problemen van Jansen - verslaving en fraude - met voorbijgaan aan het probleem van het medisch disfunctioneren. Bovendien  heeft het MST de malversaties van neuroloog Jansen Steur bewust onder de pet gehouden uit angst voor reputatieschade voor het ziekenhuis. Signalen over het disfunctioneren van de medisch specialist werden door met name de raad van bestuur van het ziekenhuis, de toezichthouders en de Inspectie voor de Gezondheidszorg niet opgepikt.
Inmiddels was in 2006 Herre Kingma Ruud Ramaker opgevolgd  als voorzitter van de raad van bestuur van de ziekenhuisgroep Medisch Spectrum Twente. Daar kreeg hij direct te maken met de affaire-Jansen Steur, de nasleep van een disfunctionerende neuroloog in het ziekenhuis. Deze was bij het aantreden van Kingma dus al afgevloeid met een uitkering, maar uit vrees voor reputatieschade had het ziekenhuis zijn personeel en gedupeerde patiënten een zwijgplicht opgelegd. Kingma liet bovengenoemd onderzoek instellen door Wolter Lemstra, oud-burgemeester van Hengelo.
De commissie-Lemstra rapporteerde op 1 september 2009, dat niet alleen het MST, maar ook de Inspectie voor de Gezondheidszorg had gefaald, de instantie waaraan Kingma leiding gaf in de jaren waarin de affaire zich afspeelde. Met klachten en meldingen gebeurde weinig tot niets. Minister Klink stuurde het rapport naar de Tweede Kamer en stelde direct een onafhankelijk onderzoek in door Rein Jan Hoekstra. Deze concludeerde op 27 mei 2010 eveneens dat de Inspectie had gefaald in haar toezichthoudende taak.  De titel van het rapport is "Angel en Antenne". De Commissie steunde de eerdere conclusies van de commissie Lemstra. Kingma's opvolger Gerrit van der Wal bij de IGZ liet weten dat sindsdien verbeteringen zijn aangebracht in de werking van de dienst.
In het vervolgonderzoek van Lemstra, precies een jaar later gepresenteerd op 2 september 2010, kwam Kingma ook als bestuursvoorzitter van het Medisch Centrum onder vuur te liggen. De commissie oordeelde, dat het Enschedese ziekenhuis de gedupeerde patiënten jarenlang aan hun lot had overgelaten. Pas in 2009, toen de zaak in de publiciteit kwam, ondernam de ziekenhuisleiding actie. "De raad van bestuur had zich moeten afvragen of patiënten schade of andere nadelige gevolgen hadden ondervonden en daar gericht onderzoek naar moeten doen." En: "Gedupeerde patiënten hadden goed moeten worden begeleid. Niet alleen medisch technisch, maar vooral ook in de verwerking van het gebeurde." Op 25 januari 2013 werd bekend dat oud patiënten een tuchtklacht hadden ingediend tegen Herre Kingma als bestuursvoorzitter. Ook twee oud-bestuurders van het ziekenhuis, de omstreden neuroloog zelf en twee oud-inspecteurs van de Inspectie voor de Gezondheidszorg werden voor de tuchtrechter in Zwolle gedaagd.
Op 1 mei 2013 volgde Bas Leerink Herre Kingma op als bestuursvoorzitter van Medisch Spectrum Twente. Hij kreeg daar te maken met een schadeclaim die verzekeraar Menzis, waar hij daarvoor bestuursvoorzitter was, met betrekking tot het handelen van Jansen Steur heeft gelegd bij het ziekenhuis.
Op 10 januari 2014 ontving oud-bestuursvoorzitter Ruud Ramaker,verpleegkundige, van het Medisch Spectrum Twente een berisping bij het Medisch Tuchtcollege te Zwolle voor zijn aandeel in het binnenskamers houden van de affaire. Oud bestuurders Tom Zijlstra en Herre Kingma, beiden arts, werden vrijgesproken. Er werd door de slachtoffers hoger beroep aangetekend.
Op 9 april 2015 bevestigde het Centraal Tuchtcollege de eerdere vonnissen. Voormalig MST bestuurder Tom Zijlstra, die medeverantwoordelijkheid droeg in de zaak, schreef er in 2016 een boek over.

## Noodafdeling intensieve zorg
In januari 2008 hebben vijftig militairen van 400 Geneeskundig Bataljon van de Koninklijke Landmacht op de parkeerplaats bij het ziekenhuis een noodafdeling voor intensive care (IC) opgebouwd. Twee van de veertien patiënten op de afdeling intensieve zorg waren besmet met de resistente Acinetobacter baumannii-bacterie (MDARB). Deze bacterie lijkt sterk op MRSA en is, evenals de MRSA, ongevoelig voor de meeste antibiotica. De IC moest daarom ontsmet worden. Om dit mogelijk te maken kreeg Medisch Spectrum Twente ondersteuning van het leger. Er werden tijdelijk een mobiele operatiekamer en twee verpleegunits met elk zes bedden geplaatst.